# Einführungsgesetz zum Gerichtsverfassungsgesetz
Das deutsche Einführungsgesetz zum Gerichtsverfassungsgesetz (Abkürzung: EGGVG, auch: GVGEG) wurde am 27. Januar 1877 erlassen. Es enthält ergänzend zum Gerichtsverfassungsgesetz (GVG) einige allgemeine Bestimmungen für die ordentliche Gerichtsbarkeit und regelte das Inkrafttreten des GVG.

## Regelungsgehalt
In dem inzwischen gegenstandslos gewordenen und daher aufgehobenen § 1 war das Inkrafttreten des Gerichtsverfassungsgesetzes (GVG) geregelt, in § 2 wird festgehalten, dass das GVG nur in Verfahren der ordentlichen streitigen Gerichtsbarkeit Anwendung findet. Daneben räumt das EGGVG den Ländern gewisse Möglichkeiten zur Gestaltung der Gerichtsverfassung ein wie z. B. die Schaffung eines Obersten Landesgerichts (§§ 8 ff. EGGVG), wovon Bayern mit dem Bayerischen Obersten Landesgericht Gebrauch gemacht hatte; andere Bestimmungen zugunsten des Landesrechts wurden nach der Abschaffung der Monarchie aufgehoben.
Die §§ 12–22 EGGVG regeln die Übermittlung personenbezogener Daten durch die Gerichte und Staatsanwaltschaften an andere öffentliche Stellen.
Die §§ 23–30 EGGVG sehen ein besonderes Verfahren für die Anfechtung von Justizverwaltungsakten vor, soweit diese nicht bereits in anderen Verfahren geregelt ist. Zuständig ist das Oberlandesgericht; seine Entscheidung ist unanfechtbar.
Die §§ 31–38a EGGVG regeln die Möglichkeit einer Kontaktsperre für Gefangene, wenn gegenwärtige Gefahr von einer terroristischen Vereinigung ausgeht.
Der zuletzt hinzugefügte § 39 EGGVG regelt die Einführung und Speicherung der Insolvenzstatistik, soll aber zukünftig in ein eigenständiges Gesetz über die Insolvenzstatistik überführt werden.